# Mads Mikkelsen

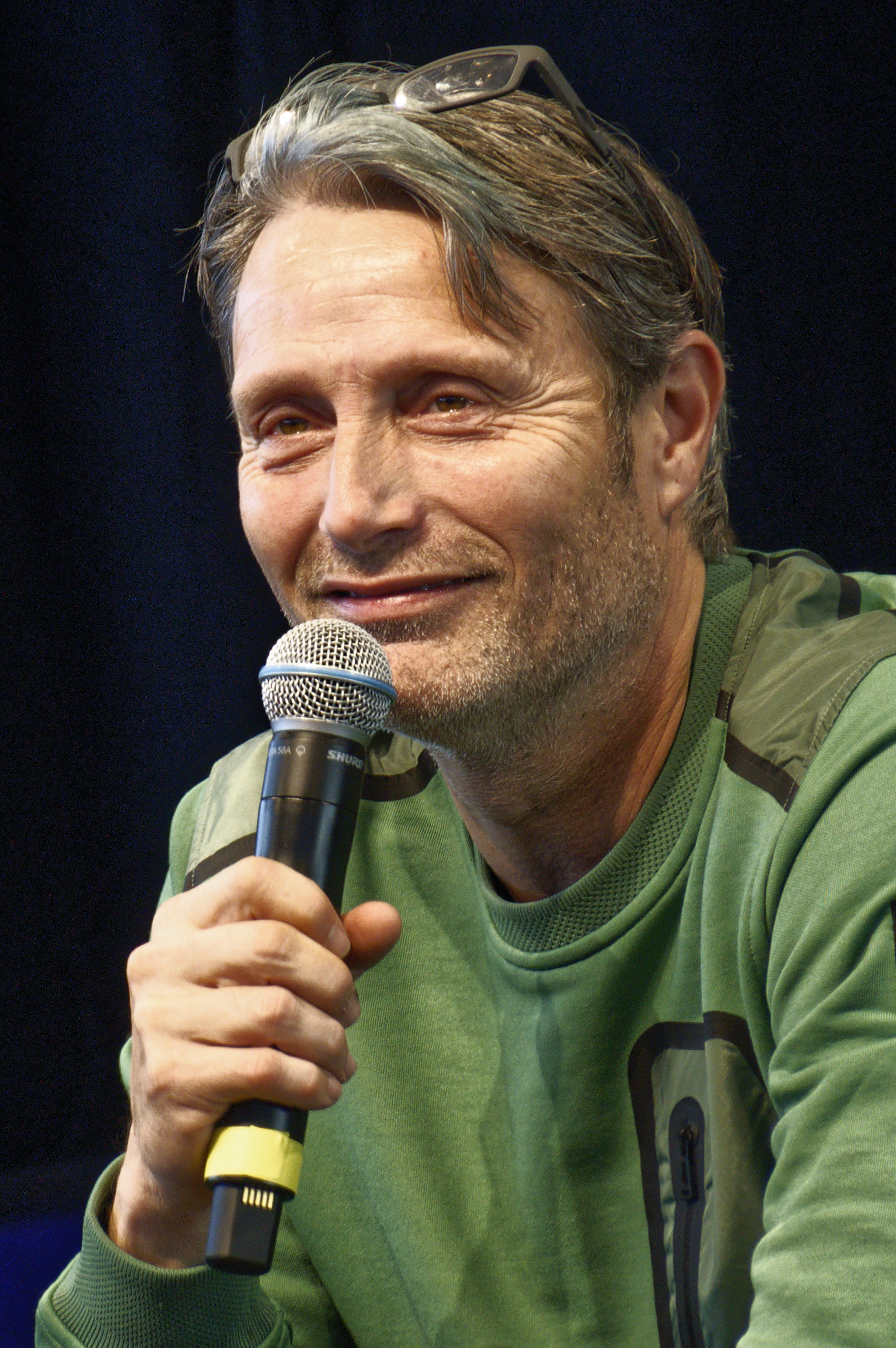
Mads Mikkelsen (2022)

Mads Dittmann Mikkelsen (* 22. November 1965 in Kopenhagen) ist ein dänischer Schauspieler. Seit Mitte der 1990er-Jahre wirkte er in mehr als 60 Film- und Fernsehproduktionen mit, überwiegend handelte es sich um Dramen. International bekannt wurde er durch das dänische Beziehungsdrama Für immer und ewig (2002). Für seine Darstellung eines Kleinkriminellen in Pusher II (2004) wurde er mit den wichtigsten Filmpreisen Dänemarks ausgezeichnet.
Es folgten größere Auftritte im internationalen Kino, darunter King Arthur (2004), Casino Royale (2006), Coco Chanel & Igor Stravinsky (2009), Doctor Strange (2016), Rogue One: A Star Wars Story (2016), Phantastische Tierwesen: Dumbledores Geheimnisse (2022) oder Indiana Jones und das Rad des Schicksals (2023).
Im Jahr 2011 wurde Mikkelsen mit dem Europäischen Filmpreis in der Kategorie Beste europäische Leistung im Weltkino ausgezeichnet und 2020 sowie 2023 mit dem regulären Darstellerpreis für die Sozialsatire Der Rausch und das Historiendrama King’s Land. Von 2013 bis 2015 spielte er die Titelrolle in der Psychothriller-Fernsehserie Hannibal.

## Leben

### Ausbildung und erste Filmrollen
Mads Mikkelsen wurde 1965 als zweiter Sohn des Bankkaufmanns Henning Dittmann Mikkelsen (1938–2019) und dessen Frau Bente Christiansen († 2019), einer Krankenschwester, in Kopenhagen geboren und wuchs dort im Stadtteil Nørrebro auf. Zu Schulzeiten tat er sich als Leichtathlet hervor, bevor er auf Anfrage eines Choreographen zum Ausdruckstanz kam und mit Musicals wie Chicago durch Dänemark tourte. Acht Jahre lang arbeitete er als professioneller Tänzer, bevor er sich dafür entschied, ins Schauspielfach zu wechseln. Er besuchte die Schauspielschule am Aarhus Teater und schloss seine Ausbildung 1996 ab. Im selben Jahr begann er seine Filmkarriere mit Nebenrollen in den Kurzfilmen Café Hector und Der Blumensträfling. Sein Debüt in einem Langspielfilm absolvierte er ebenfalls im Jahr 1996 in Nicolas Winding Refns Actiondrama Pusher, in dem er den kahlköpfigen, rauschgiftsüchtigen Tonny spielte. Nach dieser einprägsamen Rolle folgten weitere Nebenrollen in dänischen Filmen, darunter 1998 die eines Familienvaters in dem Drama Vildspor. Nachdem Mikkelsen in dem preisgekrönten Thriller Bleeder erneut unter der Regie von Nicolas Winding Refn agierte, folgte von 2000 bis 2004 die männliche Hauptrolle des Allan Fischer in der dänischen Fernsehserie Unit One – Die Spezialisten. Die Serie um eine mobile Spezialeinheit, die in Dänemark der örtlichen Polizei bei der Aufklärung von Gewaltverbrechen hilft, wurde von der Kritik gelobt und machte Mikkelsen endgültig dem skandinavischen Film- und Fernsehpublikum bekannt. Die in Dänemark preisgekrönte Fernsehserie, die sich für die insgesamt 32 Folgen oft reale Verbrechen zum Vorbild nahm, gewann 2002 den US-amerikanischen Filmpreis Emmy.
Parallel zu diesem Erfolg wurden Mikkelsen größere Filmrollen angeboten. Auch die dänischen Medien wurden auf ihn aufmerksam und feierten ihn seitdem als den Mann mit dem meisten Sexappeal in Dänemark, und auch international brachte er es zu einem 25. Platz in der bekannten Liste der 100 attraktivsten Filmschauspieler, die jährlich vom Empire Magazin veröffentlicht wird. In Anders Thomas Jensens Actionkomödie Blinkende Lichter spielte Mikkelsen einen Kleinkriminellen. Es folgte die Hauptrolle in Hella Joofs romantischer Komödie Shake It All About (2001) und die Mitwirkung in Lone Scherfigs auch international erfolgreicher Tragikomödie Wilbur Wants to Kill Himself (2002), für die er jeweils mit dem dänischen Zulu Award prämiert wurde. 2002 folgte die Zusammenarbeit mit der dänischen Dogma-Regisseurin Susanne Bier in dem Beziehungsdrama Für immer und ewig. Mit Open Hearts wurde Mikkelsen auch einem internationalen Publikum bekannt. Das Werk, das in der Gunst von Kritikern und Kinopublikum stand, wurde mit zahlreichen Auszeichnungen bedacht, darunter dem Preis der dänischen Filmakademie, dem Robert und der Bodil, die vom Verband der dänischen Filmkritiker verliehen wird. Mikkelsen selbst erhielt ebenfalls Nominierungen für den Robert und die Bodil, jeweils als Bester Hauptdarsteller.

### Internationale Karriere
Einem breiteren Publikum bekannt geworden erhielt Mads Mikkelsen nun auch Rollenangebote für internationale Produktionen. 2003 war er in der spanischen Komödie Die Torremolinos Homevideos zu sehen, 2004 folgte die Nebenrolle des Tristan in dem weltweit erfolgreichen historischen Actionfilm King Arthur. Weiterhin war er auch in dänischen Filmproduktionen zu sehen. So mimte er 2003 den debilen und ewig transpirierenden Metzger Svend mit extra hoher Stirn, erneut unter Anders Thomas Jensens Regie, in der Tragikomödie Dänische Delikatessen, für die er abermals für die wichtigsten dänischen Filmpreise Robert und Bodil nominiert wurde. 2004 schlüpfte Mikkelsen für den Film Pusher II, die Fortsetzung von Nicolas Winding Refns Film aus dem Jahr 1996 erneut in die Rolle des Tonny. Sein Porträt für einen ehemals aus der Haft entlassenen Drogensüchtigen, der sich in Freiheit ein neues Leben aufbaut, stellte den bisher größten Erfolg in Mikkelsen Karriere dar – und er erhielt die Bodil und den Robert als Bester Darsteller.

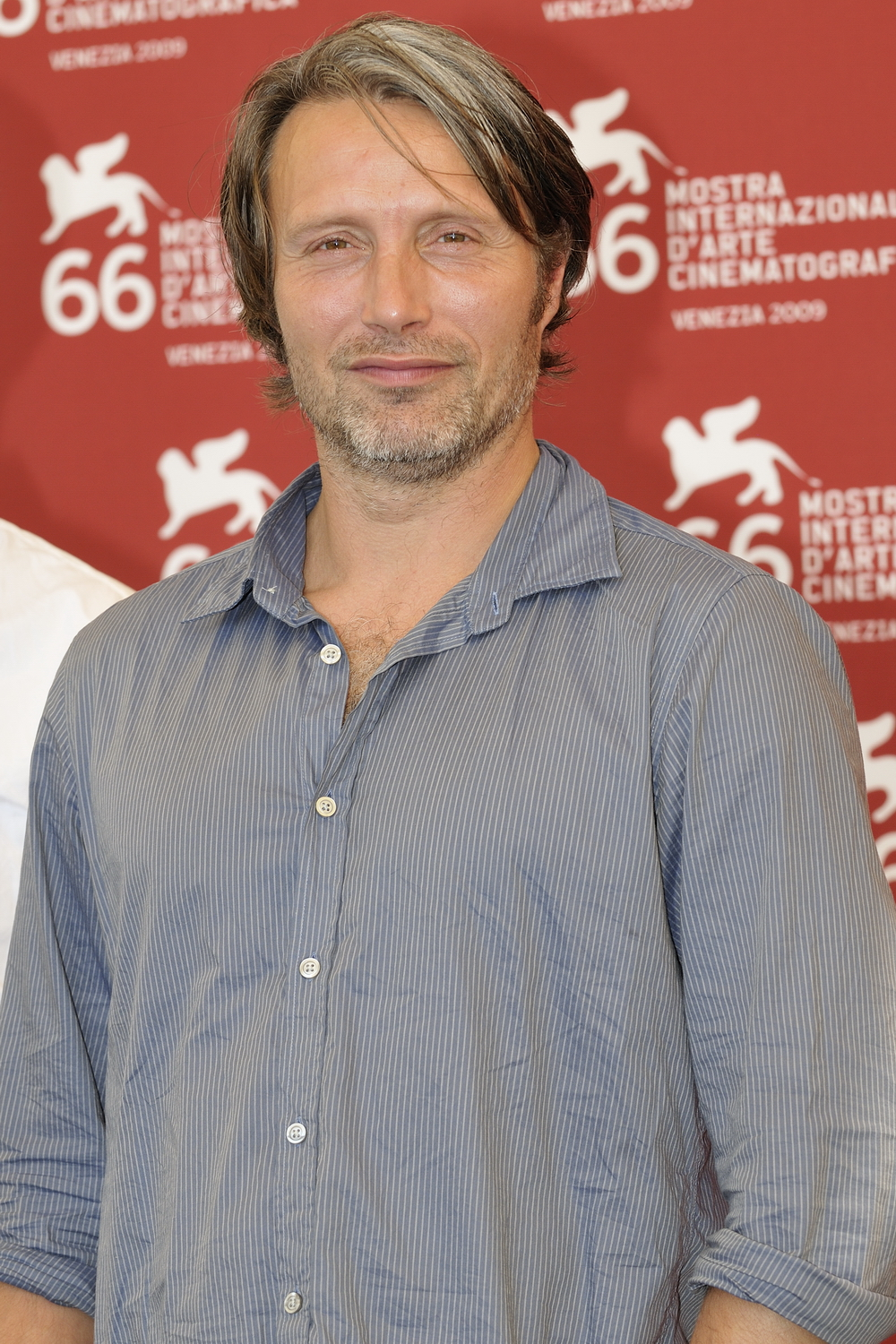
Mads Mikkelsen (2009)

Im Jahr 2005 spielte Mikkelsen in Adams Äpfel einen Pfarrer, der versucht Straftäter zu resozialisieren. Mikkelsen arbeitete 2006 an vier Filmproduktionen, darunter die Hauptrollen in Susanne Biers Oscar-nominiertem Familiendrama Nach der Hochzeit, Peter Lindmarks Mystery-Thriller Exit und der Part des teilnahmslosen Ehemannes in Ole Christian Madsens Beziehungsdrama Prag, der ihm erneut Nominierungen für die beiden wichtigsten dänischen Filmpreise einbrachte. Im selben Jahr gehörte Mikkelsen zum Schauspielensemble des 21. Bond-Films Casino Royale. Hier verkörperte er an der Seite des neuen Titelhelden Daniel Craig Bonds entstellten Gegenspieler Le Chiffre. Diese Rolle hatten in den beiden vorangegangenen Verfilmungen von Casino Royale Peter Lorre und Orson Welles bekleidet.
Trotz dieses erneuten Popularitätsschubs blieb Mikkelsen der heimischen Filmindustrie treu, die er als seine „Basis“  ansieht. Er denkt auch nicht über einen Umzug nach Hollywood nach. Mikkelsen war Werbegesicht für die Herbst/Winter-Kollektion 2007/2008 des schwedischen Modeunternehmens H&M.
2007 gab er erneut Ole Christian Madsen den Vorzug. In Madsens Drama Tage des Zorns (2008), das während des Zweiten Weltkriegs in Kopenhagen spielt, agiert Mikkelsen als Titelheld. Im Jahr 2009 spielte er die Hauptrolle des Igor Strawinski in der Coco-Chanel-Biografie Coco & Igor. Im selben Jahr war Mikkelsen auch in Anno Sauls deutschsprachigem Mysterythriller Die Tür (2009) zu sehen. Weitere Rollen im internationalen Kino (Kampf der Titanen, Walhalla Rising, Die drei Musketiere) folgten. 2011 wurde dem Schauspieler bei der Verleihung des Europäischen Filmpreises die Auszeichnung in der Kategorie Europäischer Beitrag zum Weltkino zuteil. Mikkelsen verkörpere laut Jurybegründung „immer wieder Figuren, die uns anziehen und zugleich das Fürchten lehren“.

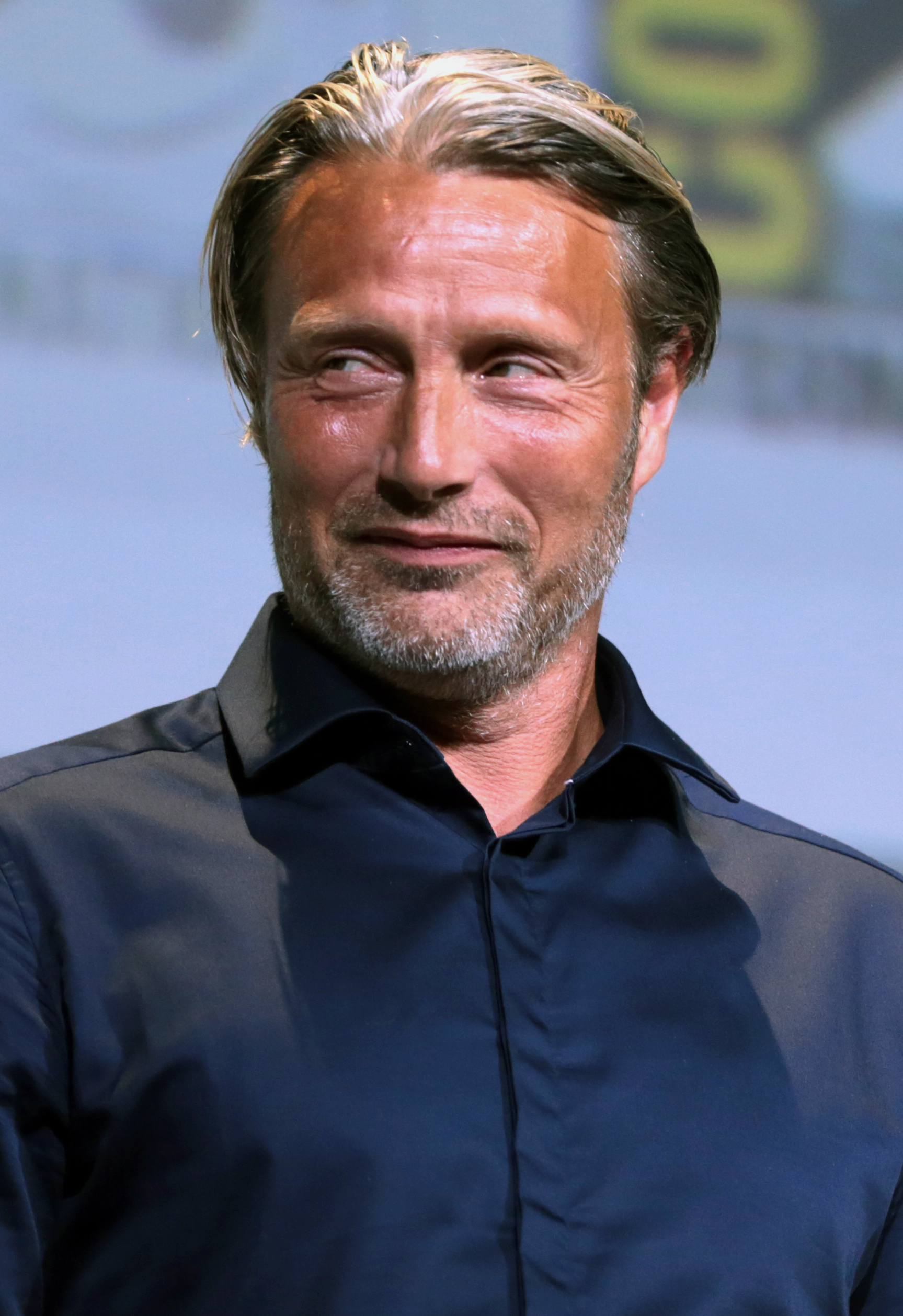
Mads Mikkelsen (2016)

2012 folgte die Darstellung des Aufklärers Johann Friedrich Struensee in Nikolaj Arcels preisgekröntem Historiendrama Die Königin und der Leibarzt. Im selben Jahr war er unter der Regie von Thomas Vinterberg in Die Jagd als Vater und Kindergartenlehrer in einer dänischen Kleinstadt zu sehen, der aufgrund der Lüge eines Kindes der Pädophilie verdächtigt wird. Als erster dänischer Schauspieler gewann Mikkelsen für diese Leistung den Darstellerpreis der Filmfestspiele von Cannes; er erhielt zudem seine dritte Nominierung für den Europäischen Filmpreis als bester Darsteller und wurde abermals mit der Bodil und dem Robert ausgezeichnet.
Sein drittes Filmprojekt im Jahr 2012 war Move On, ein internationales Roadmovie, das in Zusammenarbeit mit dem Regisseur Asger Leth und der Deutschen Telekom AG entstanden ist. Darin reist Mikkelsen in der Rolle eines Geheimagenten durch acht Länder und muss einen mysteriösen Koffer zu einem ihm unbekannten Bestimmungsort bringen.
Bis 2013 folgten fünf weitere Filmproduktionen mit Mikkelsen, darunter die Titelrolle in Arnaud des Pallières’ Michael Kohlhaas-Adaption (2013), die ihm 2014 eine César-Nominierung als bester Hauptdarsteller einbrachte. Mikkelsen verkörpert außerdem die Rolle des Hannibal Lecter in der US-amerikanischen Fernsehserie Hannibal. Die Serie basiert auf dem Roman Roter Drache von Thomas Harris, bzw. erzählt die Vorgeschichte dazu.
Seine Theaterarbeit umfasst sein Bühnendebüt in Lars Kaalunds Kunst und die Rolle des Rockers Dan in Nikolaj Cederholms Paradis am Theater Dr. Dante in Kopenhagen. Als Romeo agierte er in William Shakespeares Romeo und Julia am Theater Østre Gasværk.
2015 war er im Videoclip von Bitch Better Have My Money von Rihanna zu sehen.
2016 wurde Mikkelsen in die Wettbewerbsjury der 69. Internationalen Filmfestspiele von Cannes berufen.
Im Jahr 2016 war er in zwei Kinofilmen zu sehen, zunächst in Doctor Strange als Gegner von Benedict Cumberbatch und dann als den Vater der Hauptfigur Jyn Erso (dargestellt von Felicity Jones) in Rogue One: A Star Wars Story.
Am 25. Januar 2019 erschien die Comicverfilmung Polar auf Netflix, in der er die Hauptrolle Black Kaiser verkörpert, des Weiteren spielt er in dem Videospiel Death Stranding, das 2019 erschienen ist, die Rolle des Elitesoldaten Clifford Unger.
Ab dem dritten Teil der Phantastische Tierwesen-Reihe von J.K. Rowling übernahm Mikkelsen die Rolle des Hauptantagonisten Gellert Grindelwald und ersetzte damit Johnny Depp, der diese Rolle bereits in Phantastische Tierwesen: Grindelwalds Verbrechen (2018) gespielt hatte. Der dritte Film kam schließlich im April 2022 unter dem Titel Phantastische Tierwesen: Dumbledores Geheimnisse die Kinos. Außerdem wurde Mikkelsens Darbietung als verführerischer dunkler Magier relativ positiv von den Kritikern aufgenommen.
2020 erhielt er für die Hauptrolle eines desillusionierten Lehrers in Thomas Vinterbergs Sozialsatire Der Rausch den Europäischen Filmpreis als Bester Darsteller. Drei Jahre später gewann er erneut die Auszeichnung für Nikolaj Arcels Historiendrama King’s Land.
In Indiana Jones und das Rad des Schicksals, dem fünften Teil der Filmreihe, spielte Mikkelsen 2023 den Antagonisten des Films, den Altnazi Jürgen Voller.

### Privates

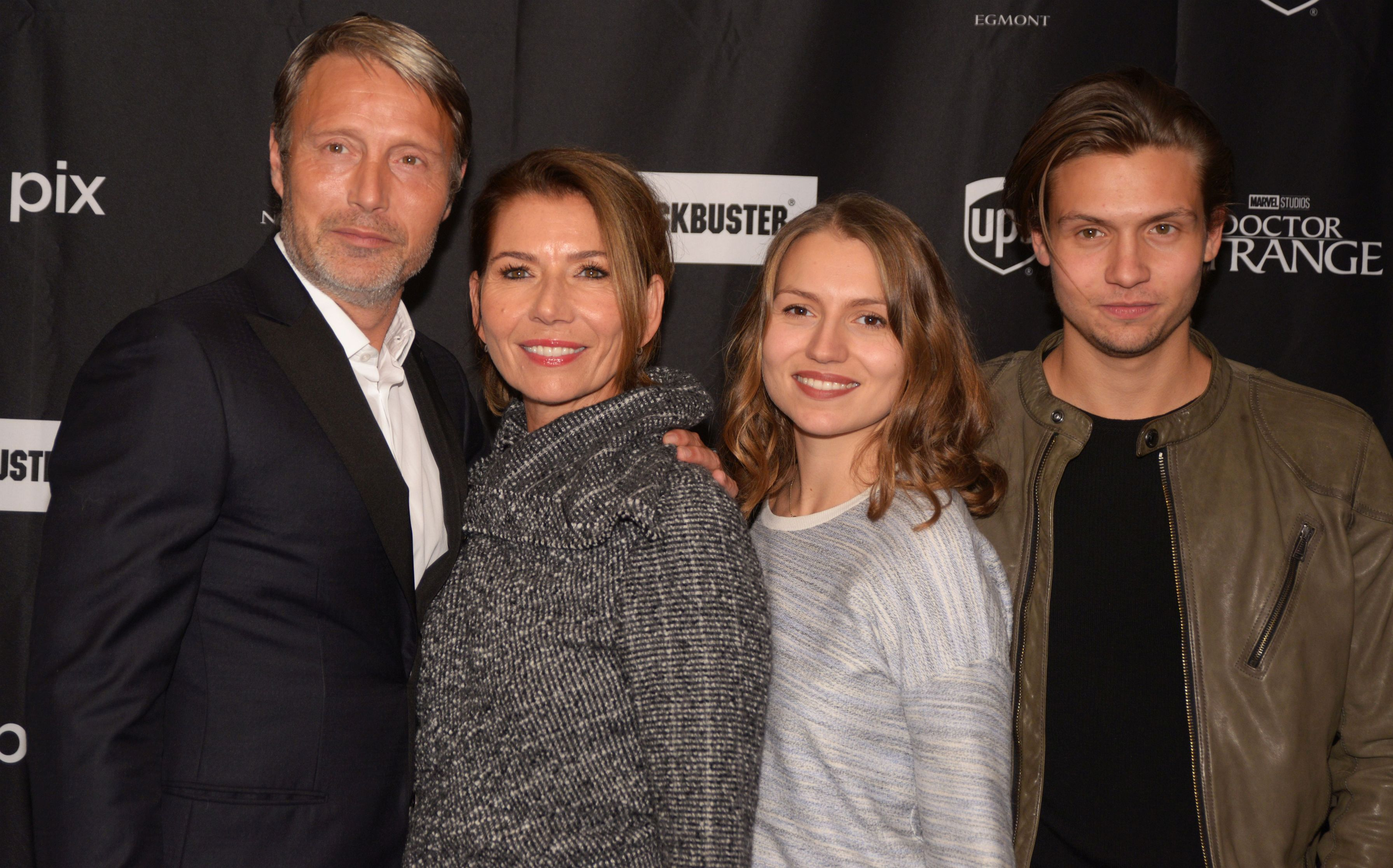
Mads Mikkelsen mit seiner Familie (2016)

Mads Mikkelsen ist seit 1987 mit der dänischen Choreografin Hanne Jacobsen (* 1961) liiert. Das seit 2001 verheiratete Paar lebt in Kopenhagen und hat einen Sohn und eine Tochter, die 2023 ein Kind bekommen hat.
Sein ein Jahr älterer Bruder Lars Mikkelsen, mit dem er zusammen in Lotte Svendsens Kurzfilm Café Hector (1996) und der Fernsehserie Unit One – Die Spezialisten (2000) vor der Kamera stand, ist ebenfalls Schauspieler und als solcher in Dänemark sehr bekannt.
Seit den Dreharbeiten zum James-Bond-Film Casino Royale zählt Mikkelsen Poker zu seinen Hobbys; prompt gelangte er Ende 2006 in den Fokus der internationalen Boulevardpresse, als er an einem von der Polizei per Razzia beendeten illegalen Turnier in Kopenhagen teilnahm. Nach seiner Aussage wusste er allerdings nicht, dass es illegal war.

## Filmografie (Auswahl)
- 1996: Café Hector (Kurzfilm)
- 1996: Der Blumensträfling (Blomsterfangen, Kurzfilm)
- 1996: Pusher
- 1998: Angel of the Night (Nattens engel)
- 1998: Vildspor
- 1999: Tom Merritt (Kurzfilm)
- 1999: Bleeder
- 2000–2004: Unit One – Die Spezialisten (Rejseholdet, Fernsehserie, 32 Folgen)
- 2000: Blinkende Lichter (Blinkende lygter)
- 2001: Monas verden
- 2001: Shake It All About (En kort en lang)
- 2002: Dina – Meine Geschichte (Jeg Er Dina)
- 2002: Für immer und ewig (Elsker dig for evigt)
- 2002: Wilbur Wants to Kill Himself (Wilbur begår selvmord)
- 2003: Now (Nu, Kurzfilm)
- 2003: The Boy Below (Dykkerdrengen)
- 2003: Dänische Delikatessen (De grønne slagtere)
- 2003: Die Torremolinos Homevideos (Torremolinos 73)
- 2004: King Arthur
- 2004: Pusher II
- 2005: Adams Äpfel (Adams æbler)
- 2005: Julie (Fernsehserie)
- 2006: Nach der Hochzeit (Efter brylluppet)
- 2006: Exit
- 2006: James Bond 007: Casino Royale (Casino Royale)
- 2006: Endstation Prag (Prag)
- 2008: Tage des Zorns (Flammen & Citronen)
- 2009: Die Tür
- 2009: Coco Chanel & Igor Stravinsky
- 2009: Walhalla Rising (Valhalla Rising)
- 2010: Kampf der Titanen (Clash of the Titans)
- 2011: Die drei Musketiere (The Three Musketeers)
- 2012: Die Königin und der Leibarzt (En Kongelig Affære)
- 2012: Die Jagd (Jagten)
- 2012: Move On
- 2013: Lang lebe Charlie Countryman (The Necessary Death of Charlie Countryman)
- 2013: Michael Kohlhaas
- 2013–2015: Hannibal (Fernsehserie, 39 Folgen)
- 2014: The Salvation – Spur der Vergeltung (The Salvation)
- 2015: Men & Chicken (Mænd & Høns)
- 2016: Doctor Strange
- 2016: Rogue One: A Star Wars Story
- 2018: Van Gogh – An der Schwelle zur Ewigkeit (At Eternity’s Gate)
- 2018: Arctic
- 2019: Polar
- 2020: Der Rausch (Druk)
- 2020: Helden der Wahrscheinlichkeit (Retfærdighedens ryttere)
- 2021: Chaos Walking
- 2022: Phantastische Tierwesen: Dumbledores Geheimnisse (Fantastic Beasts: The Secrets of Dumbledore)
- 2023: Indiana Jones und das Rad des Schicksals (Indiana Jones and the Dial of Destiny)
- 2023: King’s Land (Bastarden)
- 2024: Mufasa: Der König der Löwen (Mufasa: The Lion King, Stimme)

## Auszeichnungen
Bodil

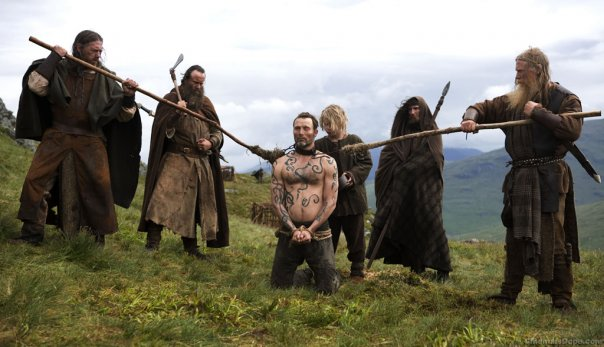
Mikkelsen (Mitte) bei den Dreharbeiten zu Walhalla Rising (2009)

- 2003: nominiert als Bester Hauptdarsteller für Open Hearts
- 2004: nominiert als Bester Hauptdarsteller für Dänische Delikatessen
- 2005: Bester Hauptdarsteller für Pusher II
- 2007: nominiert als Bester Hauptdarsteller für Prag
- 2013: nominiert als Bester Hauptdarsteller für Die Königin und der Leibarzt
- 2014: Bester Hauptdarsteller für Die Jagd
- 2021: Bester Hauptdarsteller für Der Rausch
- 2024: Bester Hauptdarsteller für King’s Land

Europäischer Filmpreis
- 2006: nominiert als Bester Darsteller für Nach der Hochzeit
- 2008: nominiert als Bester Darsteller (gemeinsam mit Thure Lindhardt) für Tage des Zorns
- 2011: Europäischer Beitrag zum Weltkino
- 2012: nominiert als Bester Darsteller für Die Jagd
- 2020: Bester Darsteller für Der Rausch
- 2023: Bester Darsteller für King’s Land

Robert
- 2002: nominiert als Bester Hauptdarsteller für Shake It All About
- 2003: nominiert als Bester Hauptdarsteller für Open Hearts
- 2005: Bester Hauptdarsteller für Pusher II
- 2006: nominiert als Bester Nebendarsteller für Adams Äpfel
- 2007: nominiert als Bester Hauptdarsteller für Nach der Hochzeit und Prag
- 2009: nominiert als Bester Nebendarsteller für Tage des Zorns
- 2011: nominiert als Bester Hauptdarsteller für Walhalla Rising
- 2013: nominiert als Bester Hauptdarsteller für Die Königin und der Leibarzt
- 2014: Bester Hauptdarsteller für Die Jagd
- 2024: Bester Hauptdarsteller für King’s Land

Zulu Award
- 2002: Bester Hauptdarsteller für Shake It All About
- 2003: Bester Nebendarsteller für Wilbur Wants to Kill Himself
- 2005: Bester Hauptdarsteller für Pusher II
- 2007: Bester Hauptdarsteller für Prag

Weitere
- 2002: Darstellerpreis des Tvfestival.dk für Unit One – Die Spezialisten
- 2003: Darstellerpreis des Festival du cinéma nordique für Open Hearts
- 2004: Directors’ Week Award des Filmfestivals Fantasporto für Dänische Delikatessen (Bester Darsteller)
- 2010: Nominierung für den Chlotrudis Award für Tage des Zorns (Bester Nebendarsteller)
- 2012: Darstellerpreis der Internationalen Filmfestspiele von Cannes für Die Jagd
- 2014: César-Nominierung als Bester Hauptdarsteller für Michael Kohlhaas
- 2014: GQ Männer des Jahres Star International
- 2014: Darstellerpreis „Die Europa“ beim Internationalen Filmfest Braunschweig
- 2015: GQ Männer des Jahres Film International
- 2018: Lauritzen-Preis[12]
- 2020: International Actors Award 2020 des Film Festivals Cologne
- 2023: Golden Eye Award des Zurich Film Festivals[13]
- 2023: Bambi in der Kategorie „Schauspiel International“[14]

## Dokumentarfilm
- Mein Leben – Mads Mikkelsen. Dokumentarfilm, Deutschland, Österreich, Dänemark, 2011, 43 Min.; Buch und Regie: Jean Boué, Produktion: Telekult, ZDF, arte, deutsche Erstausstrahlung: 4. Dezember 2011 auf arte